# Cesáreo Jean Louis
Adriano Cesáreo Jean Louis is een Curaçaos danser en choreograaf. In 2019 ontving hij de prestigieuze Cola Debrotprijs.

## Biografie
Cesáreo Jean Louis is een zoon van een Curaçaose moeder en Haïtiaanse vader. Onder de invloed van carnaval richtte hij op zijn achtste een dansgroep op. Vanaf zijn dertiende ging hij naar een balletschool. In 1970 ging hij naar Nederland voor een studie aan het Brabants Conservatorium in Tilburg. Hij choreografeerde onder meer voor het Het Folkloristisch Danstheater.
In  2019 werd hij onderscheiden met de prestigieuze Curacaose cultuurprijs Premio Cola Debrot, op voordracht van het Konseho Kultural Kòrsou, die jaarlijks een kandidaat selecteert.